# Довгань, Анна Ивановна
Анна Ивановна Довгань (11 февраля 1921 — 21 января 1989) — передовик советского сельского хозяйства, звеньевая колхоза имени Ильича Гусятинского района Тернопольской области, Герой Социалистического Труда (1971).

## Биография
Родилась в 1921 году в селе Старый Нижборок, в украинской крестьянской семье.
С 1941 по 1944 годы находилась на оккупированной территории. После освобождения села стала трудиться во вновь созданном колхозе. Была назначена в полевую бригаду. В её звене работало 16 колхозниц. В первый год работы звено получило по 235 центнеров сахарной свёклы с гектара. С помощью механизации урожаи от года к году только росли. В дальнейшем превысили 400 центнеров с гектара посевной площади.
Указом Президиума Верховного Совета СССР от 8 апреля 1971 года за получение высоких показателей в сельском хозяйстве и рекордные урожаи свеклы Анне Ивановне Довгань было присвоено звание Героя Социалистического Труда с вручением ордена Ленина и медали «Серп и Молот».
Продолжала трудиться в колхозе звеньевой до выхода на заслуженный отдых. В 1971 году получила 531 центнер сахарной свёклы с гектара.
Была депутатом Гусятинского районного и Тернопольского областного Советов депутатов. Делегат съезда колхозников Украинской ССР.
Проживала в родном селе. Умерла 21 января 1989 года, похоронена на сельском кладбище.

## Награды
За трудовые успехи была удостоена:
- золотая звезда «Серп и Молот» (08.04.1971)
- орден Ленина (08.04.1971)
- Орден Трудового Красного Знамени (31.12.1965)
- другие медали.